# Stipecoma peltigera
Stipecoma peltigera là một loài thực vật có hoa trong họ La bố ma. Loài này được (Stadelm.) Müll.Arg. miêu tả khoa học đầu tiên năm 1860.